# خاش
خاش (بالفارسية: خاش) هي مدينة تقع في إيران في سيستان وبلوتشستان. يقدر عدد سكانها بـ 56,683 نسمة.

## سبب التسمية
خاش تعني الطقس الجيد بالفارسية كما تعني «خواش» الحلو والجميل باللهجة المحلية البلوشية.

## التقسيمات الإدارية
تبلغ مساحة مدينة خاش ما يقارب 23105 كيلومترا مربعا. تبلغ المسافة من مدينة خاش إلى مركز المحافظة مدينة زاهدان ما يقارب 180 كم. تتبع المدينة مركزين إداريين رئيسيين و 3 نواحي، 12 مقاطعة و 799 قرية.

## اللغة والدين
يتحدث السكان اللغة البلوشية ويجيدون اللغة الفارسية الرسمية. حوالي 95% من سكان المدينة من البلوش السنة و5% من المستوطنين الشيعة.

## أعلام
- عباس